# Don 2
Don 2 è un film indiano del 2011 diretto da Farhan Akhtar.

## Trama
Dopo la gloriosa conquista dei bassifondi asiatici, Don (Shah Rukh Khan) punta a dominare quelli europei. Tra lui e il suo obiettivo, i boss della malavita europea e le agenzie di sicurezza internazionale. L’azione spazia da Berlino fino a Kuala Lumpur dove Don si destreggerà tra omicidi e tentativi d’arresto per raggiungere il compimento del suo obiettivo.